# Leicester’s Church

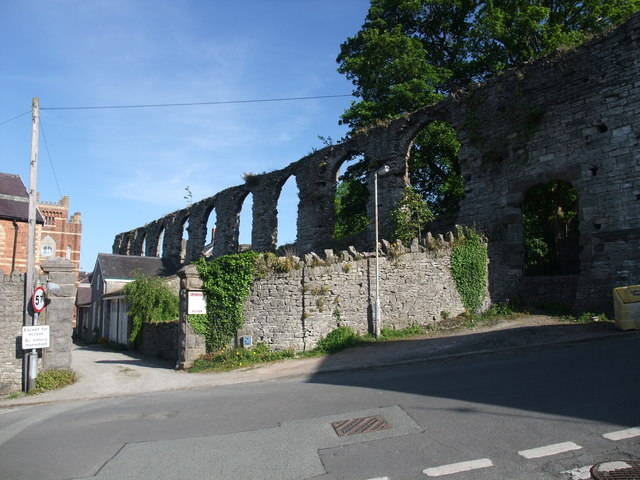
Die Nordfassade von Leicester’s Church

Leicester’s Church ist eine unvollendete Kirche in der nordwalisischen Stadt Denbigh. Das im Jahr 1578 auf Anweisung von Robert Dudley, Earl of Leicester und Favorit von Königin Elisabeth I., begonnene Gebäude wurde wegen Geldmangels nie fertiggestellt und ist heute eine denkmalgeschützte Ruine.
Der Innenraum der geplanten Hallenkirche ist 52 Meter lang und 22 Meter breit. Das zehn Joche umfassende Mittelschiff war 8,20 Meter breit und wurde von abwechselnd paarweise und einzeln angeordneten toskanischen Säulen begrenzt. Die gesamte Nordfassade mit neun Fensteröffnungen ist noch in voller Höhe vorhanden, während von der Westwand und einem Teil der Ostwand nur niedrige Mauerreste erhalten sind. Von den Ecksteinen aus Sandstein und einem einfachen Fries unter den Fensteröffnungen abgesehen ist das Äußere des Gebäudes schlicht und schmucklos gestaltet. Im Gegensatz zu den Außenmauern existieren vom Inneren der Kirche keine Überreste.
Mit dem Bau von Leicester’s Church, die ursprünglich als St David’s Church dem heiligen David von Menevia geweiht werden sollte, wollte Dudley die etwa 60 Meter entfernt gelegene St Hilary’s Chapel ersetzen. Das Projekt war der einzige größere Kirchenneubau in Großbritannien während des elisabethanischen Zeitalters; ferner ist Leicester’s Church auch der erste protestantische Kirchenneubau auf britischem Boden. Zum Vikar der noch unfertigen Kirche wurde William Morgan bestimmt, der spätere Bischof von Llandaff und St Asaph und 1588 erster Übersetzer der Bibel ins Walisische. Morgan übte das Amt als Sinekure aus.
Es wird angenommen, dass Dudley mit dem Bau des seinerzeit größten Kirchengebäudes Großbritanniens die 8,5 Kilometer nördlich gelegene Kathedrale von St Asaph als Bischofssitz ablösen und die Diözese St Asaph nach Denbigh übertragen wollte.
1584, sechs Jahre nach Baubeginn, wurde die Bautätigkeit aufgrund finanzieller Schwierigkeiten ausgesetzt und Leicester’s Church im halbfertigen Zustand belassen. Der Historiker Thomas Pennant gibt als genauen Grund für den Bauabbruch Konflikte Dudleys mit der lokalen Bevölkerung an sowie die Tatsache, dass der Earl of Essex ein aufgenommenes Darlehen nicht an die Bürger Denbighs zurückgezahlt hatte.
Im Oktober 1950 wurde die Kirche in die britische Denkmalliste aufgenommen, wo sie als „Bauwerk von außerordentlicher Bedeutung“ (Grade I) klassifiziert ist. Heute wird Leicester’s Church von der Denkmalschutzbehörde Cadw verwaltet; das Innere der Kirche ist nicht öffentlich zugänglich.